# Chris Beck (Navy SEAL)
Pour les articles homonymes, voir Chris Beck et Beck.
Christopher Todd Beck (né le 21 juin 1966) est un SEAL de l'United States Navy à la retraite qui a attiré l'attention du public en 2013 après avoir fait son coming out en tant que femme trans sous le nom de Kristin Beck, et en 2022, lorsqu'il a annoncé sa détransition, disant que « cela a ruiné » sa vie et retournant ainsi à son genre de naissance. Un mémoire détaillant son expérience a été publié en juin 2013, Warrior Princess: A US Navy SEAL's Journey to Coming out Transgender. Il a servi dans la marine américaine pendant vingt ans. 

## Biographie

### Jeunesse et éducation
Chris Beck a grandi dans une ferme. Dès l'âge de cinq ans, il est attiré par les vêtements et les jouets féminins, mais ses parents l'encouragent à adopter des rôles masculins. Il s'est marié deux fois et a deux fils de son premier mariage,. Il raconte dans ses mémoires comment sa dysphorie de genre a contribué à son incapacité à mûrir émotionnellement tout en étant dans un corps masculin, ajoutant un conflit à son identité sexuelle, bien qu'il ne se soit jamais vraiment senti gay. De plus, ses fonctions de US Navy SEAL l'ont maintenu dans des missions loin de chez lui, ce qui l'a éloigné des membres de sa famille. Avant de s'enrôler dans la marine américaine, Beck a fréquenté l'Institut militaire de Virginie de 1984 à 1987.

### Marine américain
Chris Beck a servi pendant 20 ans dans les US Navy SEALs, prenant part à 13 déploiements, dont sept déploiements de combat. Beck a terminé la formation de base en démolition sous-marine / SEAL (BUD / S) avec la classe 179 en 1991 et a ensuite servi avec SEAL Team One. Après la formation tactique SEAL (STT) et l'achèvement d'une période probatoire de six mois, Beck a reçu la classification d'engagement de la marine (NEC) 5326 en tant que nageur combattant (SEAL), autorisé à porter l' insigne de guerre spéciale. Beck a finalement servi en tant que membre du United States Naval Special Warfare Development Group (également connu sous le nom de DEVGRU), une unité spéciale de lutte contre le terrorisme communément appelée SEAL Team Six, et a reçu plusieurs récompenses et décorations militaires, dont une étoile de bronze et un Purple Heart. Il a dit à Anderson Cooper qu'il voulait être un SEAL parce qu'ils étaient « les plus durs des durs ».
Beck a pris sa retraite de la marine en 2011 avec une note finale en tant qu'opérateur principal de guerre spéciale lorsqu'il a commencé sa transition en s'habillant en femme. En 2013, il a commencé une hormonothérapie, se préparant à la chirurgie de changement de sexe. Il déclarera plus tard qu'on lui a prescrit des hormones après une consultation de seulement une heure à propos du changement de sexe. Lors d'un entretien avec Anderson Cooper début juin 2013, il a déclaré qu'il n'était jamais sorti du placard au cours de sa carrière militaire et que « personne n'a jamais rencontré le vrai moi. » Après avoir fait son coming out publiquement en 2013 en publiant sur LinkedIn une photo de lui en tant que femme, il a reçu plusieurs messages de soutien de la part de ses anciens collègues militaires.

### Warrior Princess
Beck a co-écrit Warrior Princess avec Anne Speckhard, psychologue à la Georgetown University School of Medicine. Speckhard menait une étude sur la résilience des US Navy SEALs, c'est-à-dire les mécanismes d'adaptation employés par les SEALs pour faire face à leurs intenses exigences professionnelles. Speckhard a rencontré Beck pour la première fois lors d'une conférence sur la lutte contre le terrorisme. Après que Beck ait accepté de discuter des mécanismes d'adaptation, une réunion de suivi a eu lieu dans un bar gay, avec Beck maintenant vêtu d'une tenue féminine, à la surprise de Speckhard. Une réunion de cinq heures a conduit Speckhard à accepter d'aider Beck à écrire l'histoire de sa vie.

Dans le livre, Speckhard note que Beck avait le désir de mourir honorablement « afin qu'il n'ait plus à lutter contre la douleur émotionnelle qui découlait du manque de congruence entre son identité de genre et son corps. » Dans son introduction au livre, Beck écrit : 

« Je ne crois pas qu'une âme ait un genre, mais mon nouveau chemin rend mon âme complète et heureuse... J'espère que mon voyage éclairera l'expérience humaine et aidera surtout à guérir le « dogme socio-religieux » d'un genre purement binaire. »

OutServe Magazine a fait l'éloge du livre, le qualifiant de « l'un des livres les plus intelligents et les plus importants de l'année. » Le Huffington Post a noté que même si la politique Don't ask, don't tell (ne demandez pas, ne dites pas) a été abrogée en 2011, l'interdiction des personnes ouvertement transgenres servant dans les forces armées américaines est toujours en vigueur. Quelques jours avant la sortie de Warrior Princess, la colonne Poliglot de Metro Weekly rapportait que le Pentagone avait célébré le mois de la fierté LGBT dans une note de service tout en évitant de mentionner le personnel militaire transgenre ; la note du Pentagone disait en partie: "Nous reconnaissons les membres des services gays, lesbiens et bisexuels et les civils LGBT pour leur service dévoué à notre pays.". L'Atlantic Wire a déclaré que le livre pourrait « jeter les bases d'une inclusion encore plus grande dans les forces armées » et Salon a déclaré que les références militaires de Beck pourraient « amener le Pentagone à revoir sa politique contre les membres des services trans »,. Alors que les restrictions sur l'orientation sexuelle ont été levées en 2010-2011, les restrictions sur l'identité de genre sont restées en place en raison des réglementations du ministère de la Défense jusqu'en 2016, lorsque l'administration Obama a mis fin à l'interdiction faite aux Américains transgenres de servir dans l'armée.

### Lady Valor
Lady Valor: The Kristin Beck Story, un documentaire a été diffusé sur CNN le 4 septembre 2014,. Plus tôt pendant le mois de la fierté LGBT le 18 juin 2014 à la Defense Intelligence Agency, Beck a reçu une plaque du lieutenant-général à la retraite Michael T. Flynn lorsqu'il dirigeait la DIA en tant que directeur,.

### Campagne du Congrès
En août 2015, CNN a déclaré que Beck était candidat au Congrès pour représenter le 5e district du Congrès du Maryland. Beck a terminé deuxième derrière le représentant Steny Hoyer lors de l'élection primaire démocrate du 26 avril 2016.

### Apparitions dans les médias
Beck est apparu sur le Dr Phil Show en 2015. Il a également été interviewé par Anderson Cooper sur CNN. A posteriori, ce serait à ce moment que Chris aurait commencé à détransitionner.
Le 1er juin 2022, il est apparu dans un épisode du podcast The Joe Rogan Experience. Le 1er décembre 2022, Beck déclare dans une interview vidéo avec Robby Starbuck qu'il avait détransitionné, disant que sa transition avait ruiné sa vie,.

## Détransition
En décembre 2022, Beck annonce sa détransition et a déclaré qu'il avait « vécu un enfer ces 10 dernières années » et que cela faisait environ sept ans qu'il n'avait pas pris d'hormones,. Beck est depuis apparu dans les médias exhortant les moins de 25 ans à ne pas faire la transition, et appelant tous les Américains à se méfier des services de santé pour transgenres car ils font du mal aux enfants. Dans une interview qu'il a donnée avec l'influenceur conservateur Robby Starbuck, Beck met en contraste les « croyances » de la communauté LGBTQ avec sa propre croyance en Jésus et en Dieu et discute de son désir de convertir les gens loin d'être trans en étant témoin de sa propre conversion chrétienne,,,.
Beck déclare qu'on lui avait proposé des hormones après une rencontre d'une heure à Veterans Affair. Il a déclaré qu'il y avait « tellement de choses qui n'allaient plus » dans son corps lorsqu'il a commencé à prendre des hormones sexuelles pour le genre opposé au sien. Il a également souligné qu'il s'agit « d'une industrie d'un milliard de dollars entre les psychologues, les chirurgies, les hormones, les produits chimiques et les traitements de suivi » et qu'il y a « des milliers de cliniques du genre qui surgissent partout » en Amérique et chacune « va rapporter probablement plus de 50 millions de dollars. »
Par ailleurs, Beck s'est plaint que non seulement il avait eu de l'aide « pour détruire sa vie », mais que les médias avaient beaucoup moins d'intérêt à couvrir sa détransition qu'ils n'en avaient eu pour sa transition. Il affirme qu'il assume ce qu'il a fait, et l'influence qu'il a pu avoir en parlant sur CNN, et que c'est pour cette raison qu'il veut parler aujourd'hui, car il « essaye de corriger ce qu'il a fait ». Il pense qu'il a été « utilisé » afin de promouvoir la « normalisation de la transidentité ». En effet, il aimerait que les jeunes prennent leur temps avant de subir des opérations chirurgicales.

## Récompenses et décorations
| A gold image depicting an eagle perched on an anchor, clutching a trident with one claw and a gun in the other. |
| V · A purple military ribbon with a thick white line at each end · Bronze oak leaf cluster |
| Gold star · Gold star · Gold star |
| Gold star |
| Bronze star · Bronze oak leaf cluster · Bronze star |
| |
| Bronze star · Bronze star |
| Bronze star |
| |
| A dark blue military ribbon with three thin green stripes. One stripe is in the center of the ribbon and the other two are at near the edge of the ribbon. The is a large silver E centered in the ribbon. · A dark blue military ribbon with 2 think green lines, one at each end of the ribbon with a large silver E centered on the ribbon. |

|  |  |  |  |
|  |  |  |  |
|  |  |  |  |

| Badge    | Insigne des SEAL                               | Insigne des SEAL                               | Insigne des SEAL                               | Insigne des SEAL                               | Insigne des SEAL                               | Insigne des SEAL                               | Insigne des SEAL                               | Insigne des SEAL                               | Insigne des SEAL                               | Insigne des SEAL                               | Insigne des SEAL                               | Insigne des SEAL                               |
| 1er rang | Bronze Star                                    | Bronze Star                                    | Bronze Star                                    | Bronze Star                                    | Purple Heart                                   | Purple Heart                                   | Purple Heart                                   | Purple Heart                                   | Defense Meritorious Service Medal              | Defense Meritorious Service Medal              | Defense Meritorious Service Medal              | Defense Meritorious Service Medal              |
| 2e rang  | Joint Service Commendation Medal               | Joint Service Commendation Medal               | Joint Service Commendation Medal               | Joint Service Commendation Medal               | Navy and Marine Corps Commendation Medal       | Navy and Marine Corps Commendation Medal       | Navy and Marine Corps Commendation Medal       | Navy and Marine Corps Commendation Medal       | Navy and Marine Corps Achievement Medal        | Navy and Marine Corps Achievement Medal        | Navy and Marine Corps Achievement Medal        | Navy and Marine Corps Achievement Medal        |
| 3e rang  | Army Achievement Medal                         | Army Achievement Medal                         | Army Achievement Medal                         | Army Achievement Medal                         | Air Force Achievement Medal                    | Air Force Achievement Medal                    | Air Force Achievement Medal                    | Air Force Achievement Medal                    | Navy and Marine Corps Combat Action Ribbon     | Navy and Marine Corps Combat Action Ribbon     | Navy and Marine Corps Combat Action Ribbon     | Navy and Marine Corps Combat Action Ribbon     |
| 4e rang  | Navy and Marine Corps Presidential Unit        | Navy and Marine Corps Presidential Unit        | Navy and Marine Corps Presidential Unit        | Navy and Marine Corps Presidential Unit        | Joint Meritorious Unit Award                   | Joint Meritorious Unit Award                   | Joint Meritorious Unit Award                   | Joint Meritorious Unit Award                   | Navy Unit Commendation                         | Navy Unit Commendation                         | Navy Unit Commendation                         | Navy Unit Commendation                         |
| 5e rang  | Navy Meritorious Unit Commendation             | Navy Meritorious Unit Commendation             | Navy Meritorious Unit Commendation             | Navy Meritorious Unit Commendation             | USSOCOM Medal                                  | USSOCOM Medal                                  | USSOCOM Medal                                  | USSOCOM Medal                                  | Navy Good Conduct Medal                        | Navy Good Conduct Medal                        | Navy Good Conduct Medal                        | Navy Good Conduct Medal                        |
| 6e rang  | National Defense Service Medal                 | National Defense Service Medal                 | National Defense Service Medal                 | National Defense Service Medal                 | Armed Forces Expeditionary Medal               | Armed Forces Expeditionary Medal               | Armed Forces Expeditionary Medal               | Armed Forces Expeditionary Medal               | Southwest Asia Service Medal                   | Southwest Asia Service Medal                   | Southwest Asia Service Medal                   | Southwest Asia Service Medal                   |
| 7e rang  | Afghanistan Campaign Medal                     | Afghanistan Campaign Medal                     | Afghanistan Campaign Medal                     | Afghanistan Campaign Medal                     | Iraq Campaign Medal                            | Iraq Campaign Medal                            | Iraq Campaign Medal                            | Iraq Campaign Medal                            | Global War on Terrorism Expeditionary Medal    | Global War on Terrorism Expeditionary Medal    | Global War on Terrorism Expeditionary Medal    | Global War on Terrorism Expeditionary Medal    |
| 8e rang  | Global War on Terrorism Service Medal          | Global War on Terrorism Service Medal          | Global War on Terrorism Service Medal          | Global War on Terrorism Service Medal          | Armed Forces Service Medal                     | Armed Forces Service Medal                     | Armed Forces Service Medal                     | Armed Forces Service Medal                     | Navy Sea Service Deployment Ribbon             | Navy Sea Service Deployment Ribbon             | Navy Sea Service Deployment Ribbon             | Navy Sea Service Deployment Ribbon             |
| 9e rang  | Médaille de l'OTAN Yougoslavie                 | Médaille de l'OTAN Yougoslavie                 | Médaille de l'OTAN Yougoslavie                 | Médaille de l'OTAN Yougoslavie                 | Navy Rifle Marksmanship Medal                  | Navy Rifle Marksmanship Medal                  | Navy Rifle Marksmanship Medal                  | Navy Rifle Marksmanship Medal                  | Navy Pistol Marksmanship Medal                 | Navy Pistol Marksmanship Medal                 | Navy Pistol Marksmanship Medal                 | Navy Pistol Marksmanship Medal                 |
| Badge    | Naval Parachutist Badge                        | Naval Parachutist Badge                        | Naval Parachutist Badge                        | Naval Parachutist Badge                        | Naval Parachutist Badge                        | Naval Parachutist Badge                        | Naval Parachutist Badge                        | Naval Parachutist Badge                        | Naval Parachutist Badge                        | Naval Parachutist Badge                        | Naval Parachutist Badge                        | Naval Parachutist Badge                        |
| Badges   | Master Parachutist Badge                       | Master Parachutist Badge                       | Master Parachutist Badge                       | Master Parachutist Badge                       | Military Freefall Jumpmaster Parachutist Badge | Military Freefall Jumpmaster Parachutist Badge | Military Freefall Jumpmaster Parachutist Badge | Military Freefall Jumpmaster Parachutist Badge | Ranger Tab                                     | Ranger Tab                                     | Ranger Tab                                     | Ranger Tab                                     |
| Badge    | United States Special Operations Command Badge | United States Special Operations Command Badge | United States Special Operations Command Badge | United States Special Operations Command Badge | United States Special Operations Command Badge | United States Special Operations Command Badge | United States Special Operations Command Badge | United States Special Operations Command Badge | United States Special Operations Command Badge | United States Special Operations Command Badge | United States Special Operations Command Badge | United States Special Operations Command Badge |

- Beck a gagné cinq galons de service d'or.